# 明蝦
明蝦（學名：Fenneropenaeus chinensis），又名中国对虾、中国明对虾、對蝦、东方对虾、海捕大虾、在日本被称为“大正虾”。因为雌性偏青、雄性偏棕黄，又称为青虾、黄虾。曾經和草蝦同為對蝦屬。归属枝鳃亚目，而常见的各种虾、蟹属于抱卵亚目，亲缘关系较为疏远。

## 特徵
明虾个体的尺寸较大。雌虾长二、三十厘米，体重达到300克；雄虾一般十几厘米，体重近一百克。
对水温的适应性更强，养殖期适温范围14~30℃，最适水温25℃；致死低温4℃，致死高温38℃。
没有潜底栖息习性，便于捕捞。外壳较为软且薄，在运输过程中不易保存。

## 中國的使用狀況
1958年，天津开始尝试纳潮圈养中国对虾。中国水产科学研究院黄海水产研究所动物养殖室“对虾发育条件及其苗种的人工培育”研究工作，1959年作为研究实习生的赵法箴参与了朱树屏领导的对虾人工育苗课题，成功地培育出中国第一批人工虾苗。基本弄清了对虾从产卵孵化到虾苗发育中所需的主要条件，总结出对虾人工育苗中所需要掌握的关键问题，提出了对虾各幼体阶段所需饵料的基本种类等技术难点。1960年代中期，黄海水产研究所对虾养殖研究组在山东省石臼所、即墨、文登、崂山等地进行养殖试验，攻克了对虾小面积人工养殖技术难关。1967-1978年黄海所“对虾人工育苗及精养高产技术研究”，虾苗成活率果然大幅度提升，对虾养殖得以迅速推广因此成了当时山东省“抓革命、促生产”的典型。该项成果先后荣获1978全国科学大会奖、山东省和青岛市科学大会奖，1982年获国家科委推广奖。
1978年在广东的汕尾、台山、湛江、海南成立四家对虾养殖公司出口创汇。1979年中国人工育苗生产量3800万尾，开始成规模人工养殖对虾，养殖面积2万亩，养殖产量450吨。1979年底召开全国对虾养殖工作会议。1980年,国家水产局下达“对虾工厂化育苗技术的研究”任务,中国水产科学研究院黄海水产研究所协作成功突破对虾育苗技术中的关键措施，该项成果1983年荣获农牧渔业部科技改进一等奖，1985年荣获国家科技进步一等奖。1981年全国人工育苗生产量增至15亿尾。此后出苗量逐年提高，1984年育对虾苗80亿尾，养殖面积近50万亩，产量1.9万吨，产值1.5亿元人民币，出口创汇4200万美元。1985年全国对虾养殖产量达到4万吨。1988年,对虾产量达20万吨，成为世界第一并保持了5年。1988年，台湾商人引进日本对虾（花虾、竹节虾、花尾虾、斑节虾），在福建沿海养殖。1990年出口量11.7万吨,7.1亿美元。1982—1992年，全国养殖对虾直接产值累计超过400亿元人民币。
1993年暴发白斑病毒流行。1993年,全国对虾养殖产量降到8.7万吨,1994年继续下降至5.5万吨，出口量降至6.8万吨,金额3.8亿美元。1997年，抗病毒更强的草蝦开始推广养殖，华南崛起产量占全国的60%，全国对虾养殖产量突破10万吨。1999年，南美白对虾成为主流养殖品种；2000年全国对虾养殖产量超历史最高纪录，达22万吨。2002年全国海水对虾养殖产量增至38万吨世界第一，出口量13.3万吨创历史纪录。2001年4月,欧盟检测证实:出口虾仁氯霉素残留量超过欧盟食品标准。2001年10月,国家质检总局通报:“浙江出口的虾是海捕虾,本身不含氯霉素,残留原因是个别剥虾工人手上涂氯霉素,未能清洗干净所致。”2002年1月25日,欧盟对从中国进口的虾采取自动扣留并进行批检的保护性措施。中国重新修订了《水产养殖禁用药物名单》。2004年7月16日,欧盟宣布解除中国虾等动物源性食品的进口禁令。2004年11月30日,美国商务部做出终裁,对中国水产企业倾销虾类制品的平均税率是55.23%。但2004-2007年,全国对虾养殖产量逐年创历史新高，主要市场转向国内。